# Anísio Botelho
Anísio Botelho (Cuiabá, 31 de dezembro de 1908 — Rio de Janeiro, 7 de março de 1986) foi um militar brasileiro.
Foi ministro da Aeronáutica no Governo João Goulart, de 15 de junho de 1963 a 31 de março de 1964. Após a deposição de João Goulart permaneceu no cargo até 4 de abril.

## Promoções
Tornou-se praça em 1 de abril de 1926; aspirante-a-oficial em 22 de novembro de 1930; segundo-tenente em 11 de junho de 1931; primeiro-tenente em 16 de junho de 1933; capitão em 30 de junho de 1934; major em 20 de dezembro de 1941; tenente-coronel em 23 de fevereiro de 1944; coronel em 21 de setembro de 1950; brigadeiro em 1 de julho de 1957; major-brigadeiro em 31 de dezembro de 1962; tenente-brigadeiro em 15 de junho de 1963.